# Sanogoszcz
Sanogoszcz [pronunciación en polaco: /saˈnɔɡɔʂt͡ʂ/] es un pueblo ubicado en el distrito administrativo de Gmina Cielądz, dentro del condado de Rawa, Voivodato de Łódź, en el centro de Polonia. Se encuentra a unos 4 kilómetros al suroeste de Cielądz, a 9 kilómetros al sureste de Rawa Mazowiecka, y a 59 kilómetros al este de la capital regional Łódź.
El pueblo tiene una población aproximada de 170 habitantes.